# ムコ入り刑事 高山家・明の事件ファイル
『ムコ入り刑事 高山家・明の事件ファイル』（ムコいりけいじ たかやまけ・あきらのじけんファイル）は、2003年12月1日と2005年12月12日にTBS系「月曜ミステリー劇場」で放送された刑事ドラマシリーズ。全2回。主演は坂口憲二。

## キャスト

### 高山家
高山明
演 - 坂口憲二
新宿中央署刑事課刑事。ムコ入りを条件に理世子と結婚するも、姑・2人の小姑・義母に悩まされる。都立緑が丘高校卒（平成9年度卒業）で、旧姓は藤川。
高山理世子
演 - 三浦理恵子
明の妻。高山家の長女。
高山千代子
演 - 池田真紀（第1作）、滝沢沙織（第2作）
高山家の二女。
高山小夜子
演 - 山田優
高山家の三女。結婚して海外に住むのが夢。
高山和枝
演 - 野際陽子
理世子、千代子、小夜子の母。創業100年の和菓子屋「高山屋」を切り盛りする。明のムコ入りを条件に理世子の結婚を認めたものの、跡継ぎの約束をしていなかったためにその事を悔やんでいる。夫は2年前に亡くしている。

### 警視庁新宿中央警察署
渡良瀬信彦
演 - 益岡徹
新宿中央署刑事課刑事。明とコンビを組む先輩刑事。若い頃ミスをして以来、自らの警察手帳の中には、辞表が挟んである。
吉川
演 - 田山涼成
新宿中央署刑事課長。
岡本
演 - 斉藤陽一郎
新宿中央署刑事課刑事。
エミ
演 - 高樹マリア
新宿中央署広報課の警官。
井上
演 - 小林滋央
新宿中央署刑事課刑事。

### その他
沢村
演 - 阿南健治
「高山屋」の和菓子職人。

### ゲスト
第1作（2003年）
- 桑田恭子（クラブのママ） - 棟里佳
- 安田和也（恭子と金銭トラブルを起こしていた男） - 深見亮介
- 大山恵（志保の娘・史郎の妻） - 畑中映里佳
- プライムマンション管理人 - 早川純一
- 西村（和菓子店店員） - 小林尚臣
- 葬儀の受付 - 東出典子
- 監察医 - 大西武志
- 津村美紀（ホステス・安田の恋人） - 田中景花
- 雪絵（ホステス） - 山田まりや
- 大山史郎（茶道大山流の次期家元・婿養子） - 井田國彦
- 旅館「山楽」主人 - 武川修造
- ホステス - 菅原舞
- 鑑識官 - 北村隆幸
- 大山志保（史郎の姑） - 水野久美
- 土居由佳里、田辺伸之助、和鞍さほり、相川やすし、佐藤嘉洋、尾上康代、小幡茜、内田友弘、日和佐裕子、小林俊夫

第2作（2005年）
- 村田智司（洋菓子「レ・シュー」チーフパティシエ） - 小木茂光
- 田辺光一（貸しビル業経営者） - 神保悟志
- 吉沢（洋菓子「レ・シュー」社長） - 山田明郷
- 白井（実業家） - 五代高之
- 刑事 - 税所伊久磨
- 友人 - 水戸ひねき
- 吉沢由起（図書館司書・吉沢の娘・明の同級生） - 中山忍
- 高橋加奈子（月刊「スイーツ」編集者） - 南野陽子
- 前川泰夫（パティシエ） - 若林謙
- 本郷弦、中野若葉、浅里昌吾、浅見尚子、樋口泰子、海老原敬介、堀越志のぶ、吉村玉緒、堤匡孝、安部勇男、青木一、葛井亮平、原楠緒子、小林賢二、末廣香澄、出口正義

## スタッフ
- 脚本 - 尾崎将也
- 監督 - 塚本連平（第1作）、今井和久（第2作）
- プロデューサー - 木村理津（TBS）、東城祐司（MMJ）、遠田孝一（MMJ）
- 製作 - MMJ、TBS

## 放送日程
| 話数 | 放送日         | サブタイトル                                                                         | 脚本     | 監督     |
| ---- | -------------- | ------------------------------------------------------------------------------------ | -------- | -------- |
| 1    | 2003年12月01日 | 偽装自殺男と携帯電話で殺された女                                                     | 尾崎将也 | 塚本連平 |
| 2    | 2005年12月12日 | 新米刑事の華麗な推理！ パテシエナイフのトリック…初恋の人が隠す連続殺人の真相を暴け!! | 尾崎将也 | 今井和久 |